# Servicio militar obligatorio en Sudáfrica
El servicio militar obligatorio en Sudáfrica se estableció en 1967 y se abolió, mediante una enmienda constitucional, en 1994. En su apogeo, el servicio militar obligatorio en Sudáfrica consistía en dos años de servicio militar obligatorio, seguidos de campamentos a intervalos. Bajo el apartheid, el llamado a filas se aplicaba a todos los hombres blancos, luego de completar sus estudios o continuar sus estudios. En 1983 comenzó la Campaña para poner fin al servicio militar obligatorio Ese mismo año, el gobierno del Partido Nacional anunció planes para extender el servicio militar obligatorio a los inmigrantes blancos en el país.  La política fue defendida por Magnus Malan, Ministro de Defensa en el gabinete del Presidente PW Botha en 1988: "Uno de los mayores avances en Sudáfrica es el Servicio Nacional", añadió que los familiares estaban "dispuestos a sacrificar al marido o al niño por su país porque consideran un honor morir por su país" 

## En la cultura popular
- Moffie, película de 2019 de Oliver Hermanus basada en la novela autobiográfica del mismo nombre de André Carl van der Merwe. La película muestra el servicio militar obligatorio en la Fuerza de Defensa de Sudáfrica (SADF) durante el régimen del apartheid, a través de los ojos de un joven personaje encerrado, Nicholas van der Swart. La película también incluye imágenes de archivo del general Malan hablando sobre la SADF.
- Kanarie, una película en afrikáans sobre la mayoría de edad de 2018 de Christiaan Olwagen sobre la homosexualidad en el contexto del servicio militar obligatorio, a mediados de la década de 1980. [4]